# 陰靈血咒
《陰靈血咒》（義大利語：Opera）是一部1987年的意大利铅黄电影，由達利歐·阿基多执导并共同编剧，主演包括克里斯蒂娜·馬西拉克、鄂巴諾·巴布瑞尼、達里亞·尼古洛蒂和伊安·查理遜。这部电影的情节聚焦于一个年轻的女高音（馬西拉克饰）在歌劇院内卷入一系列由一个蒙面袭击者实施的谋杀案中。影片的音乐由布萊恩·伊諾、克勞迪歐·西莫內蒂和比尔·怀曼创作和演奏。

## 剧情
玛拉·切科娃，帕尔马歌剧院一场前衛的威尔第《馬克白》的主演，与导演争吵后在剧院外被车撞伤，于是她的年轻替补贝蒂得以出演馬克白夫人的角色。尽管最初有所顾虑，但贝蒂的表演证明是成功的。然而，在开幕之夜，一个匿名人物闯入歌剧院，从一个空包厢观看贝蒂的表演。当一名舞台工作人员发现他时，这个人物将他杀死在一个衣钩上。
贝蒂在男友斯特凡诺的公寓时，未被发现的袭击者闯入并制服了贝蒂。他用胶带封住她的嘴，将她绑在柱子上，并迫使她观看他杀害斯特凡诺，还在她的眼睛下方贴了一排针，以确保她看到他的死亡。之后，蒙面杀手解开贝蒂的绑绳，逃离公寓。贝蒂被同一个杀手谋杀她母亲的童年回忆所困扰，选择不去警察局，而是向她的导演马可透露，杀手可能认识她。
第二天，警探艾伦·桑蒂尼询问歌剧院工作人员有关斯特凡诺谋杀案的事情，以及凶手对歌劇中宠物乌鸦的袭击，其中三只在演出后死亡。那天晚些时候，贝蒂的服装被人剪成碎片后，贝蒂与服装师朱利亚会面。在修补衣服时，朱利亚发现了一个刻有周年纪念日期的金手镯。杀手很快介入，再次约束贝蒂，并在她眼下贴上针。他刺伤了朱利亚，朱利亚吞下了手镯，他只好割开她的喉咙取出。袭击者解开贝蒂的绑绳后逃离。
贝蒂回到她的公寓时，遇到了桑蒂尼，后者承诺会派一个侦探保护她。一个自称为索阿维警探的男人来照看她。后来，贝蒂的经纪人米拉到来，告诉贝蒂她在大堂与一个自称是索阿维的男人交谈过。由于不确定哪个是冒名顶替者，贝蒂和米拉躲藏起来，而自称是索阿维的人物接到一个电话后离开。这时门铃响起，米拉应门并要求来访者表明身份。她透过猫眼往外看，却遭受致命一枪。在杀手闯入后，贝蒂发现索阿维重伤垂死，她在邻居公寓的一个女孩的帮助下逃到通风管道。
贝蒂回到歌剧院，与马可会面，后者告诉她他有一个认出杀手的计划。第二天晚上，贝蒂再次扮演馬克白夫人。在表演期间，马可将一群乌鸦放进观众中。乌鸦认出前一晚攻击牠们的人的脸，向他俯冲，啄出他的一只眼睛。凶手正是桑蒂尼。桑蒂尼设法摆脱抓捕，从更衣室绑架贝蒂，将她拖到另一个房间。
桑蒂尼透露，青少年时他曾是贝蒂母亲的情人，应她的要求谋杀年轻女性，但由于母亲要求日益增加，他便杀害了母亲；贝蒂从半开的门后目睹了谋杀。多年后，贝蒂的出现重新点燃了桑蒂尼的杀戮欲望，他将贝蒂视为母亲的轉世。桑蒂尼蒙住贝蒂的眼睛，将她绑在椅子上，伪造自己的死亡，放火烧了房间。贝蒂挣脱并逃生。
贝蒂和马可离开罗马，前往马可在瑞士阿爾卑斯山脈的房子。然而，当马可听到一则电视广播，称被认为活活烧死的人不是桑蒂尼而是一个穿着衣服的假人时，他喊着让贝蒂逃跑。贝蒂跑进附近的树林，桑蒂尼在追赶。马可抓住他，不幸被刺死。贝蒂分散桑蒂尼的注意力，用石头猛击他的头部，之后警察赶到将他带走。贝蒂漫步穿过空旷的草地。发现一只蜥蜴被困在草丛中，贝蒂释放了它，并告诉它“去自由吧”。